# Cúmul de Lambda Orionis
El cúmul de Lambda Oriones (també conegut com el Collinder 69) és un cúmul estel·lar obert localitzat al nord-oest de l'estrella Betelgeuse a la constel·lació d'Orió.
Té aproximadament cinc milions d'anys i s'hi troba aproximadament a 400 pc del Sol. Al clúster hi ha inclosa una estrella doble anomenada Meissa.
Amb la resta d'Orió, és visible des de mitjan agost al cel del matí, fins a finals d'abril abans que Orió s'hi trobe molt a prop del Sol per a que es veja bé. Es pot veure tant a l'hemisferi nord com a l'hemisferi sud.

## Descripció
El cúmul està seguint una òrbita a través de la Via Làctia amb un període de 227.4 milions d'anys amb un aplatament de 0.06, portant-lo des de 28 q.a.l. (8,6 kpc) del centre galàctic fins a 25 q.a.l. (7,7 kpc). La inclinació de l'òrbita el lallunya fins a 260 anys llum (80 parsecs) del pla galàctic. De mitja travessa el planol cada 33,3 milions d'anys.
El cúmul estel·lar és jove i conté un gran nombre d'estrelles de massa baixa, alguna estrella T Tauri i nans marrons.
Un dels membres destacats és LOri167, que és un binari de gran format per un objecte potencial de massa planetària i una nana marró. Observacions del cúmul estel·lar amb el telescopi espacial Spitzer ha mostrat que el 25% de les estrelles són de massa baixa i 40% dels objectes són substel·lars envoltats per un disc protoplanetari. Dues d'aquestes són activament evaporades per Meissa.

## Anell molecular i evolució del cúmul

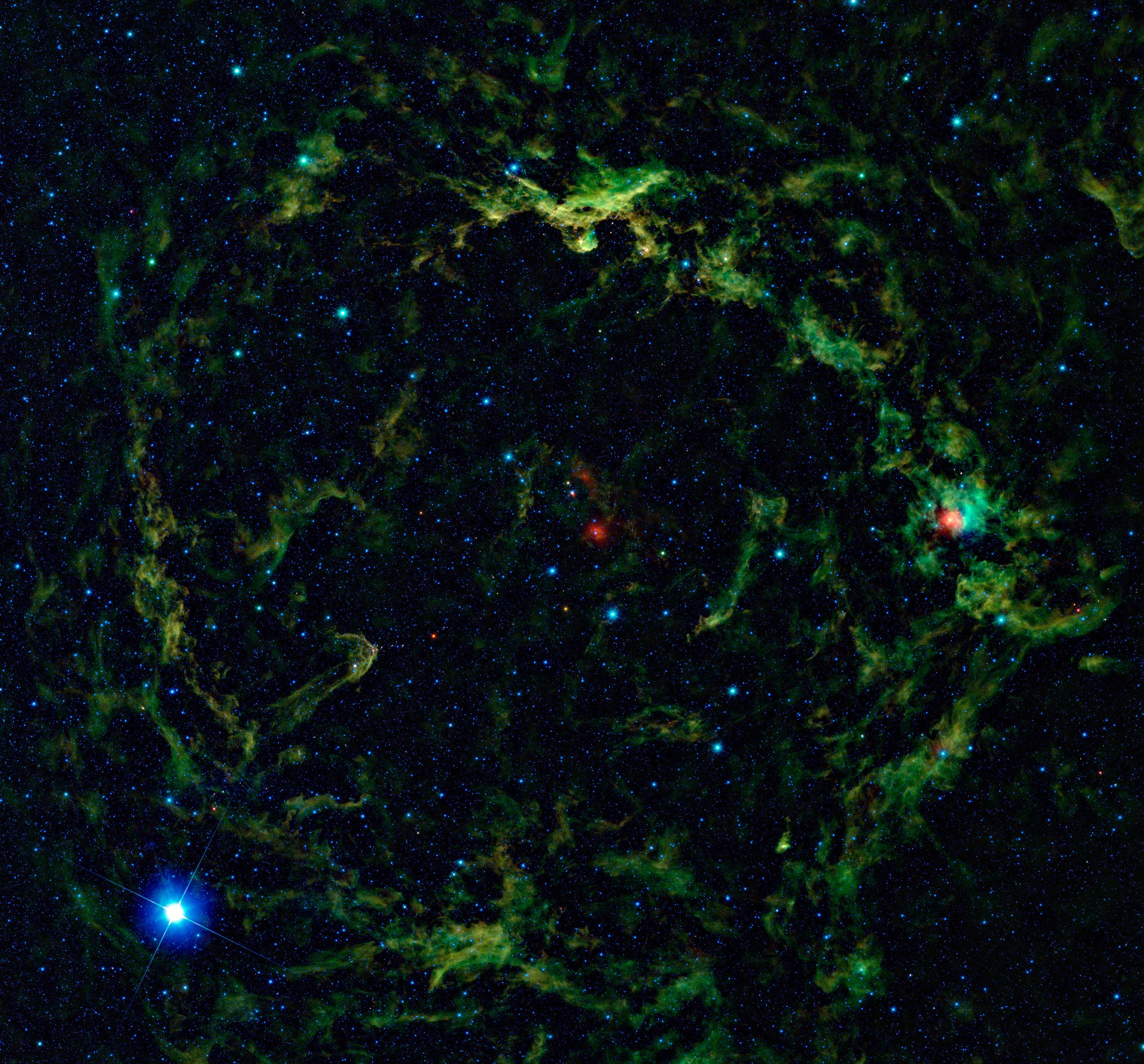
Anell molecular en infraroig mentre vist per WISE

El cúmul podria haver-s'hi format a la regió central d'un allargat núvol, que es recolza en la distribució dels candidats a estrella de la pre-seqüència principal, que s'hi concentren al cúmul i a les regions properes de forma allargada. Massives estrelles OB i estrelles de baixa massa formades a les regions centrals d'aquests núvols. Les estrelles de baixa massa més properes a les estrelles massives van perdre probablement els discs circumestel·lars a causa de la fotoevaporació.
Moltes estrelles de massa baixa es troben una distància per la que no es van veure afectats per això i representen la població actual d'estrelles de massa baixa amb un disc circumstel·lar. El cúmul està envoltat per un gran anell molecular, anomenat anell Lambda Orionis. Això es va interpretar com un romanent d'una supernova que va explotar fa un milió d'anys. L'explosió de la supernova va trobar els núvols i el gas a la regió i l'explosió va dispersar el nucli pare, creant l'anell molecular.